# Stroma (beenmerg)
Stroma is een essentieel onderdeel van het beenmerg, het zachte, sponsachtige weefsel dat zich bevindt in de binnenste delen van botten. Het beenmerg is verantwoordelijk voor de productie van bloedcellen en speelt een cruciale rol bij het handhaven van een gezond bloedsysteem. Stroma verwijst specifiek naar het niet-hematopoëtische (niet-bloedvormende) weefsel in het beenmerg, dat bestaat uit verschillende celtypen en extracellulaire matrixcomponenten.

## Structuur
Het stroma van het beenmerg bestaat uit verschillende celtypen en extracellulaire matrixcomponenten. De belangrijkste celtypen zijn fibroblasten, adipocyten en endotheelcellen. Fibroblasten zijn verantwoordelijk voor de productie en organisatie van de extracellulaire matrix, die fungeert als een ondersteunend raamwerk voor de andere cellen in het beenmerg. Adipocyten zijn vetcellen die een energiereserve vormen en helpen bij het handhaven van de juiste omgevingscondities in het beenmerg. Endotheelcellen vormen de binnenbekleding van de bloedvaten en spelen een cruciale rol bij de regulatie van de bloedstroom.

## Functie
Het stroma vervult verschillende belangrijke functies in het beenmerg. Ten eerste biedt het een structureel raamwerk dat de hematopoëtische (bloedvormende) cellen ondersteunt en hen helpt om zich te organiseren in de juiste patronen. Dit is van vitaal belang voor de juiste ontwikkeling en functie van bloedcellen. Ten tweede fungeert stroma als een regulator van de hematopoëse door het leveren van verschillende groeifactoren en cytokinen die de groei, differentiatie en overleving van bloedcellen beïnvloeden. Het is ook betrokken bij het handhaven van een geschikte omgeving voor stamcellen in het beenmerg, die de capaciteit hebben om zich te ontwikkelen tot verschillende soorten bloedcellen. Bovendien is stroma betrokken bij de afbraak en het herstel van beschadigd weefsel in het beenmerg.

## Klinische relevantie
Verstoringen in de stromale functie kunnen leiden tot verschillende beenmergziekten en stoornissen. Bijvoorbeeld, fibroblasten kunnen abnormaal prolifereren en overmatige hoeveelheden extracellulaire matrix produceren, wat resulteert in littekenvorming en een verstoord hematopoëtisch proces. Stoornissen in de regulatie van groeifactoren en cytokinen kunnen ook leiden tot afwijkingen in de ontwikkeling en functie van bloedcellen, wat kan leiden tot bloedarmoede, leukemie en andere hematologische aandoeningen.
In onderzoek naar beenmergtransplantatie speelt stroma ook een belangrijke rol. Bij een beenmergtransplantatie worden hematopoëtische stamcellen geïnfundeerd in een ontvanger om een defect in het bloedsysteem te corrigeren. De stromale cellen in het pericardale autonome coeloomstelsel zijn caudaal uitgerekt.